# HIStory on Film, Volume II
HIStory on Flim, Volume II là tập hợp video ca nhạc của nam ca sĩ người Mỹ Michael Jackson do Sony Music Video Enterprises phát hành năm 1997.

## Danh sách ca khúc

### Mặt 1
1. Giới thiệu
2. HIStory Teaser Trailer
3. "Billie Jean" (Motown 25)
4. "Beat It"
5. "Liberian Girl"
6. "Smooth Criminal"
7. Màn trình diễn tại MTV Video Music Awards năm 1995
  - "Don't Stop 'til You Get Enough" / "The Way You Make Me Feel" / "Jam" / "Scream" / "Beat It" / "Black or White" / "Billie Jean
  - "Dangerous"
  - "You Are Not Alone"
8. "Thriller"

### Mặt 2
1. "Scream" (Hát chung với Janet Jackson)
2. "Childhood" (Ca khúc chủ đề phim "Free Willy 2")
3. "You Are Not Alone"
4. "Earth Song"
5. "They Don't Care About Us" (Cảnh tại Brasil)
6. "Stranger in Moscow"
7. "MJ Megaremix" (Chỉ được phát hành ở một số phiên bản)
8. "Blood on the Dance Floor" (Refugee Camp Mix)*
9. Brace Yourself

## Chứng nhận
| Nước        | Chứng nhận         | Doanh số |
| ----------- | ------------------ | -------- |
| Úc          | 7x bạch kim        | 105,000  |
| Brazil      | Vàng               | 25,000   |
| Đức         | Bạch kim           | 50,000   |
| Mexico      | 5x bạch kim + vàng | 350,000  |
| New Zealand | Vàng               | 2,500    |
| Tây Ban Nha | Vàng               | 10,000   |
| Mỹ          | 6x bạch kim        | 600,000  |